# Álftadalsfjall
Álftadalsfjall är ett berg i republiken Island. Det ligger i regionen Austurland, 300 km öster om huvudstaden Reykjavík. Toppen på Álftadalsfjall är 910 meter över havet.
Trakten runt Álftadalsfjall är nära nog obefolkad, med mindre än två invånare per kvadratkilometer. Det finns inga samhällen i närheten. Trakten runt Álftadalsfjall består i huvudsak av gräsmarker.